# Pico Basile
Der Pico Basilé (früher Pico de Santa Isabel) ist der höchste Berg der Insel Bioko, die zu Äquatorialguinea gehört. Mit 3011 m ist er der höchste der drei Schildvulkane, die die Insel bilden. Der Berg liegt nahe der Landeshauptstadt Malabo. Bioko wurde durch dieselbe geologische Verwerfung gebildet wie andere Inseln im Golf von Guinea.